# Austrobaileya scandens
Austrobaileya scandens là một loài thực vật có hoa trong họ Austrobaileyaceae. Loài này được Cyril Tenison White miêu tả khoa học đầu tiên năm 1933.

## Phân bố
Loài này là đặc hữu bang Queensland, Australia.